# Samos (Wein)

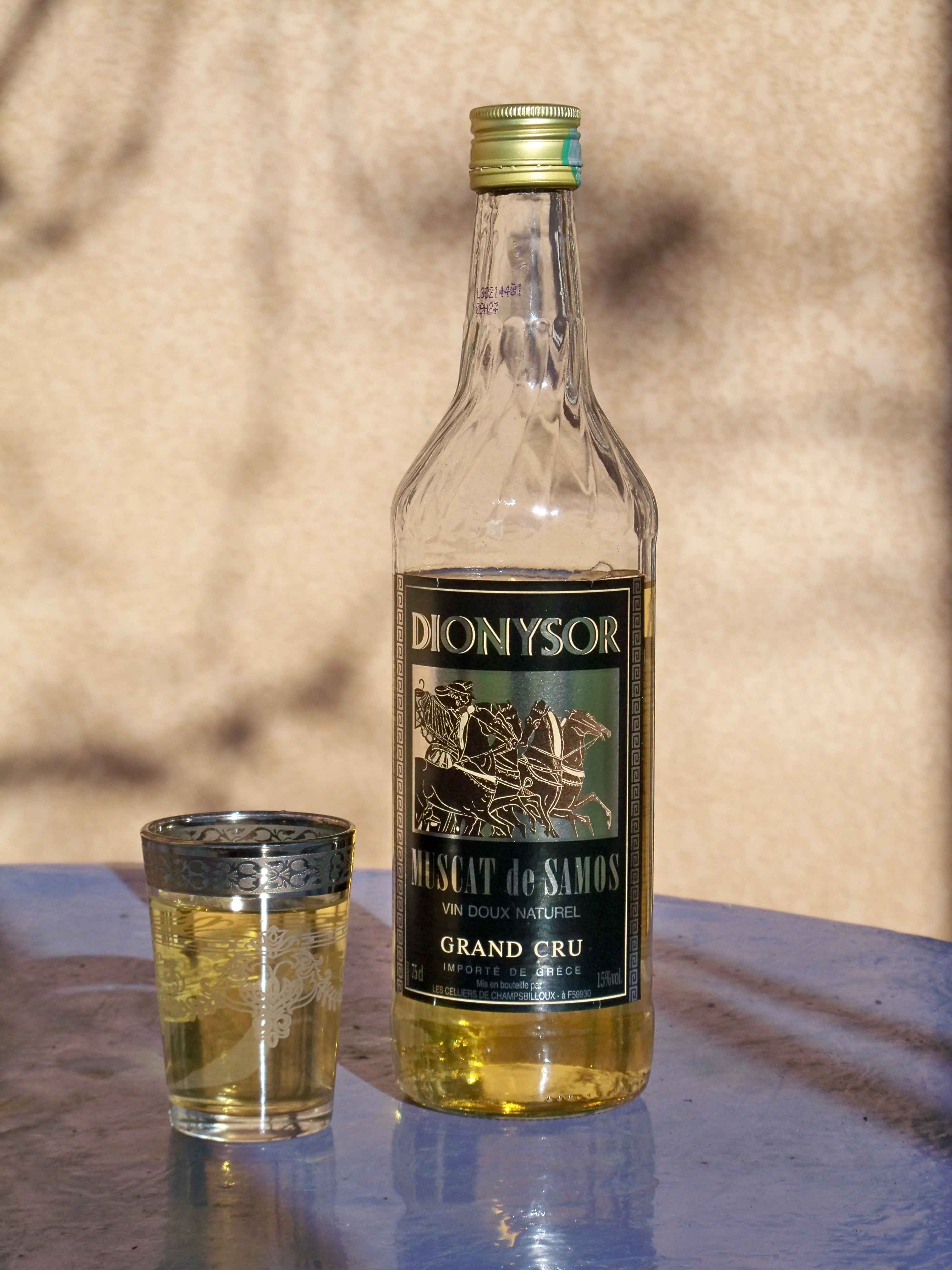
Samos Grand Cru

Samos ist der Name einer ostägäischen Insel nahe der türkischen Küste, der Handelsname verschiedener süßer, meist gespriteter Dessertweine (Süßweine) sowie einer 1982 eingerichteten Appellation, also einer geschützten Herkunftsbezeichnung (O.P.E. für griechisch Ονομασία προελευσέως ελεγχομένη Onomasia Proelefseos Elenchomeni) vergleichbar der französischen Appellation d’Origine Contrôlée. Appellationsweine sind ausschließlich jene Süßweine, die aus der Gelben Muskateller in genau definierten Verfahren gekeltert wurden. Neben Retsina und Mavrodaphne zählt der Samos zu den bekanntesten Weinen Griechenlands.
Der Weinbau auf Samos hat zwar eine sehr lange Tradition, kam aber durch die lange osmanische Herrschaft über die Insel weitgehend zum Erliegen. Die Herstellung von Süßweinen, für die die Insel heute berühmt ist, geht erst auf das Ende des 19. Jahrhunderts zurück, als nach der Reblauskatastrophe die Lagen der Insel fast ausschließlich mit der Gelben Muskateller bestockt wurden. Die alten autochthonen Reben überlebten in kleinen Restbeständen und erleben erst in den letzten Jahren eine gewisse Renaissance. Die Herstellung der Weine und das Klassifizierungssystem wurde stark von französischen Önologen und Winzern beeinflusst.

## Geschichte

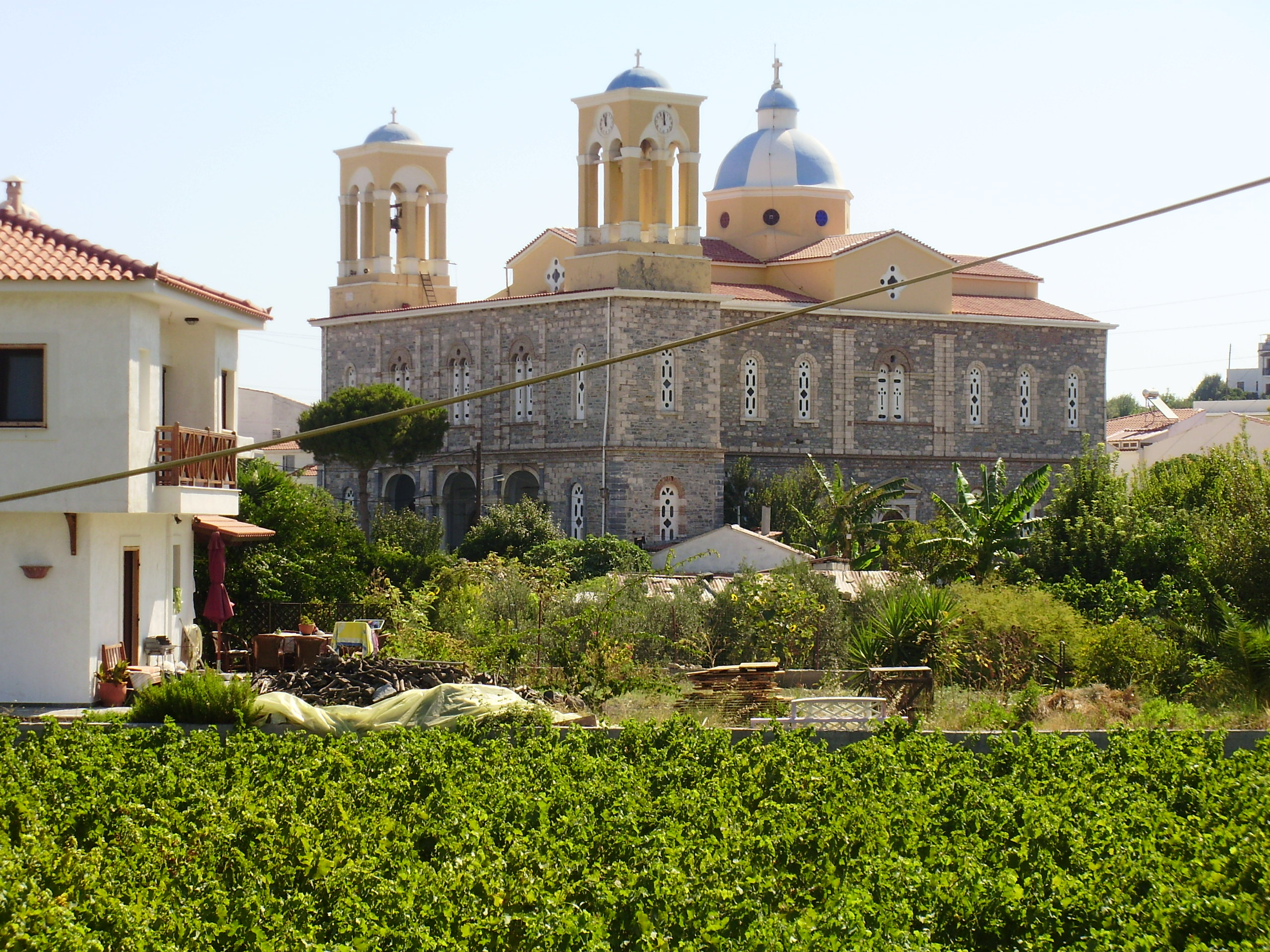
Lagen des Klosters Kokkari

In der Geschichte des Weinbaus in Griechenland war Samos von jeher eine Wein produzierende und Wein exportierende Insel. Weißweine, insbesondere Süßweine, spielten aber lange Zeit keine bevorzugte Rolle; vor allem wurden aus autochthonen roten Rebsorten Rot- und Roséweine produziert und vermarktet. Mit der Reblauskatastrophe in der zweiten Hälfte des 19. Jahrhunderts wurden die alten Rebbestände weitgehend vernichtet. Auch die alten Rebsorten verschwanden fast auf der ganzen Insel oder blieben nur in sehr geringen Beständen erhalten.
Die Neubestockung erfolgte mit einer zuvor auf Samos nur vereinzelt anzutreffenden Rebe, der Gelben Muskateller, von der sich bald herausstellte, dass sie in den kargen, zum Teil auf steilen, nur zweizeiligen Terrassen angelegten Lagen ideale Wachstums- und Reifebedingungen vorfindet. Entsprechend der besonderen Eignung dieser Rebe, aber auch dem Zeitgeschmack folgend wurden vor allem schwere Südweine produziert, die sehr bald den Ruf des Samos als exzellenten Dessert- beziehungsweise Likörweines international etablierten. Besonders in Mitteleuropa und den angelsächsischen Ländern erfreute und erfreut sich dieser Wein anhaltender Beliebtheit, ein Umstand, der allerdings auch zur Produktion durchschnittlicher Massenware führte.
In den letzten Jahrzehnten wird den früher vorherrschenden autochthonen Reben wieder verstärkt Beachtung geschenkt.

## Reben und Lagen

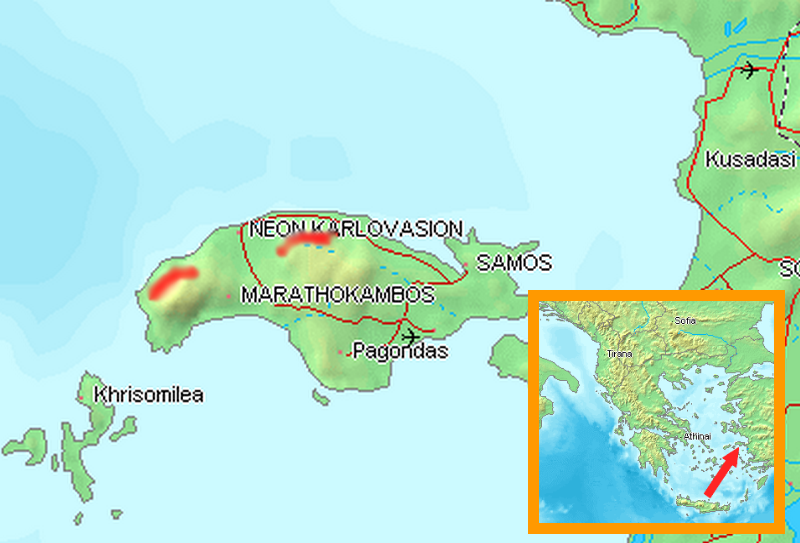
Grand-Cru-Lagen im Inselnorden

Die Lagen der 1982 definierten Appellation (O.P.E. für griechisch Ονομασία προελευσέως ελεγχομένη Onomasia Proelefseos Elenchomeni) bilden zusammen eines von acht regulierten Anbaugebieten für Qualitätslikörwein in Griechenland. Sie verteilen sich auf der gesamten 470 Quadratkilometer großen Insel, bedecken von ihr jedoch nur insgesamt etwa 2000 Hektar mit leicht steigender Tendenz. Zugelassen ist nur die Muskateller-Traube und nur die aus dieser Traube gewonnenen Süßweine genügen den Appellationskriterien. Die trocken ausgebauten Weine aus dieser Rebe sowie die oft bemerkenswerten Rosé-Weine aus autochthonen Reben sind nicht O.P.E.-zertifiziert.
Die Lagen liegen meist im steilen Gelände auf kargem, kalkhaltigem Untergrund. Oft sind sie terrassenförmig angelegt. Kultivierung und Lese erfordern viel aufwändige Handarbeit. Die besten Lagen befinden sich in Höhen zwischen 600 und 800 Metern über NN, wo die Reben gut durch den häufig wehenden Meltemi durchlüftet werden und die Steigungsregen auch ausreichend für Befeuchtung sorgen, so zum Beispiel an den Hängen des Ambelos (auch Ampelos – benannt nach dem mythologischen Satyr Ampelos, aus dessen Körper der erste Weinstock spross) im Norden der Insel. Die Bestimmungen zur Ertragsbegrenzung sind noch relativ locker; qualitätsbewusst erzeugende Kooperativen und Winzer begrenzen die Hektarerträge jedoch auf unter 50 Hektoliter pro Hektar.

## Weine
Alle unter der Markenbezeichnung Samos in den Handel kommenden Weine werden reinsortig aus der Gelben Muskateller-Traube gekeltert. Zwischen den einzelnen Qualitätsstufen bestehen jedoch erhebliche Unterschiede in Bezug auf Lesezeitpunkt, Verstärkung, Ausbau und Alterung.
Bekannteste Produkte:
- Samos, der als Vinifizierungshinweis die Bezeichnung Vin doux trägt. Bei diesen Weinen erfolgt die Spritung sehr früh, meist schon vor der Angärung im Most oder nach einer kurzen Gärung. Die Herstellungsmethode gleicht der eines Mistelas. Fast der gesamte Alkoholgehalt von meist 15 Volumenprozent stammt also vom zugefügten Tsipouro.[5] Diese Weine können sich je nach weitem Ausbau unterschiedlich entwickeln. Die meisten kommen jedoch als süße, oft ziemlich undifferenziert-„fette“ Produkte in den Handel, wie sie in den Supermärkten zu billigen Preisen in den Regalen stehen. Ein einfacher Samos kann aber auch ein durchaus differenzierter, gut strukturierter Wein sein, dessen Süße nicht „erschlägt“ und der vielfältige, oft überraschend frische Orangen-, manchmal auch Limettenaromen aufweist.

- Anthemis[6] (nach dem antiken Namen der Insel) ist ein Vin doux, dessen Moste aber aus bevorzugteren Lagen stammen und der zumindest drei Jahre, meist aber fünf Jahre im Eichenfass lagert. Diese Weine sind süßer und wuchtiger, gelungene bieten ein Zusammenspiel vielfältiger Aromen, in dem neben den Dörrobst- und Gewürznuancen vor allem ein Orangenschalenton dominierend werden kann.

- Eine weitere qualitative Steigerung finden diese gespriteten Likörweine in den beiden Sorten Vin Doux Naturel und Vin Doux Naturel Grand Cru. Bei ihnen kommen nur Trauben aus besten Lagen und nur Vorlaufmoste, also Moste, die durch das Eigengewicht der Trauben abfließen oder mit sehr wenig Pressdruck gewonnen werden, zur Verarbeitung. Beim Grand Cru werden außerdem nur spät gelesene, überreife Trauben verwendet. Sie lagern mindestens fünf Jahre, meist aber länger in Eichenfässern. Beide Weine können von hoher Qualität sein, besonders, wenn es gelingt, neben der dominanten Süße eine gewisse feine Säure zu erhalten. Dann wirken diese Weine trotz ihrer fast cremigen, schweren Struktur durchaus frisch und lebendig. Gelungenen Weinen sind neben dem arttypischen Muskatton vor allem intensive Fruchtnoten, vor allem Orangenaromen eigen. Alle Likörweine werden auf etwa 15 Volumenprozent Alkohol aufgespritet, um die Gärung zu beenden und um Restzucker zu erhalten. Ein Samos ist gut lagerfähig, die besseren Produkte reifen auch in der Flasche noch beträchtlich und erreichen erst nach fünf bis zehn Jahren ihren Höhepunkt. Je nach Verwendung sollten sie gut gekühlt (um die 10 °C), oder leicht temperiert (14–16 °C) getrunken werden. Üblicherweise wird zu einem Samos ein Glas Wasser getrunken.

- Kein Likörwein, sondern ein ungespriteter Passito ist das beste Produkt, das die Insel an Süßweinen zu bieten hat, der Vin Naturellement Doux, der im Allgemeinen unter dem Markennamen Samos Nectar oder nur Nectar in den Handel kommt.[1] Diese Weine können die Unterbezeichnung Liastos tragen, die aber nicht für Samos exklusiv ist, sondern in Griechenland einen ungespriteten Strohwein benennt. Wie bei einem Grand Cru stammt das Lesegut ausschließlich von den besten Lagen; die überreifen Trauben werden sorgfältig gelesen und anschließend für etwa eine Woche auf Strohmatten getrocknet. Während der langsamen Gärung entwickelt sich ein Alkoholgrad von etwa 14 Volumenprozent bei gleichzeitig hohem Restzuckergehalt. Nach der Gärung reift er für mindestens drei Jahre in Eichenfässern und altert danach noch zwei Jahre auf Flasche, bevor er in den Handel kommt. Er ist von goldbrauner Farbe, häufig weist er leichte Rottöne auf. Ein Samos Nectar kann ein bemerkenswerter, frischer, gut strukturierter Süßwein sein, dessen Qualität vor allem auch von seiner delikaten, fein nuancierten Säure bestimmt wird.[7]

Nicht O.P.E.-zertifiziert, aber dennoch bei sorgfältiger Produktion erwähnenswert sind zwei trocken ausgebaute Weine:
- Der reinsortig aus nicht ganz ausgereiften Muskattrauben gewonnene Samena, der bei etwa zwölf Volumenprozent oft zu Fischgerichten konsumiert wird. Die Variante Golden Samena wird aus vollreifen Muskattrauben gewonnen und ebenfalls trocken ausgebaut; bei diesem Wein ist die Restsüße allerdings schon spürbar, was wiederum dem arttypischen Muskatgeschmack sehr zugutekommt.
- Ein trockener, herber Rosé von manchmal fast oranger Farbe – besonders im Norden der Insel als Haustrunk verbreitet, und dort auch als Schoppenwein in den Tavernen angeboten – wird aus früh geernteten Trauben der fast nur auf Samos in Resten verbreiteten roten Reben Fokiano und Ritino erzeugt.[8] Zuweilen kommt diese Cuvée als Selana in den Handel; diesen Flaschenabfüllungen fehlt aber die rustikale Ursprünglichkeit, die dieser Rosé in der Erzeugerregion, vor allem im Norden der Insel aufzuweisen vermag.